# Endasys bicolorescens
Endasys bicolorescens là một loài tò vò trong họ Ichneumonidae.